# Zorka Janů
Zora Babková, nota con il nome d'arte di Zorka Janů (Štěchovice, 9 luglio 1921 – Praga, 24 marzo 1946), è stata un'attrice cecoslovacca, sorella minore della celebre stella del cinema degli anni trenta Lída Baarová.

## Biografia

### Gli inizi
A dodici anni compare nel film Madla z cihelny (1933) insieme alla già affermata sorella, che interpreta la protagonista. Studia quindi arte drammatica all'Accademia delle Arti dello Spettacolo di Praga.
Dopo l'uscita di Cech panen kutnohorských (It. La corporazione delle vergini di Kutna Hora) nel 1938 Zorka fa presa sull'immaginario del pubblico. Nel 1939 ottiene il suo primo ruolo importante nel film di František Čáp e Václav Krška Ohnivé léto (Estate ardente), che tratta la storia di un triangolo amoroso tra Rosa (Lída Baarová), Clara (Janů) e un giovane, Šimon, che è amato da Clara, ma innamorato di Rosa. Clara tenta il suicidio gettandosi nel fiume. Due giovani innamorati di lei si lanciano tra le acque per salvarla, ma uno di loro affoga.
Durante le riprese del film Zorka Janů trova l'amore della sua vita nello scrittore e poeta František Kožík.

### Gli anni della guerra
Negli anni quaranta Zorka Janů compare in sette film, tra cui Il Barone di Münchhausen e Povod s Rubensem. Ha uno dei ruoli principali in Cekanky (Cicoria, 1940), film che parla di un anziano nobile che impedisce alle sue servitrici di sposarsi. La sua ultima apparizione sullo schermo è quella in Kluci na rece (Ragazzi sul fiume) di Jiří Slavíček (1944) nel personaggio di Helenka.

### I processi e la morte
Quando nel 1945 la Germania perde la guerra, sua sorella Lída Baarová (ex amante di Joseph Goebbels) viene incarcerata a Praga e la loro madre muore nel corso di un interrogatorio in tribunale.
Zorka Janů, espulsa dal mondo del cinema e ostracizzata, sceglie di suicidarsi nel 1946.
La tragica storia di Zorka Janů è stata raccontata da Adam Georgiev nel suo libro del 1998 Deník sestry Lídy Baarové (It. Il diario della sorella di Lída Baarová).

## Filmografia
- 1932: Madla z cihelny
- 1938: Cech panen kutnohorských
- 1939: Tulák Macoun
- 1939: Ohnivé léto
- 1940: Povod s Rubensem
- 1940: Cekanky
- 1940: Pacientka Dr. Hegla
- 1940: Baron Prásil
- 1940: Minulost Jany Kosinové
- 1941: Z ceských mlýnu
- 1944: Kluci na rece